# Nederlandse Rode Lijst (reptielen)
De Rode Lijsten worden regelmatig, bijvoorbeeld eens in de tien jaar, bijgewerkt. Het ministerie van Landbouw, Natuur en Voedselkwaliteit heeft in 2009 in Staatscourant 13201 een nieuwe Rode Lijst van bedreigde reptielen gepubliceerd.
Plaatsing op de Rode Lijst betekent niet automatisch dat de soort beschermd is. Daarvoor is opname van de soort in de Wet natuurbescherming nodig. De Rode Lijsten hebben daarvoor een belangrijke signaalfunctie.
Op de Rode Lijsten staan, naast de bedreigde soorten, beschermingsmaatregelen om deze soorten weer in aantal te laten toenemen. Doordat overheden en terreinbeherende organisaties bij hun beleid en beheer rekening houden met de Rode Lijsten wordt gehoopt dat van de nu bedreigde organismen er over tien jaar een aantal niet meer bedreigd zullen zijn en dus van de Rode Lijst afgevoerd kunnen worden.
Er worden op de Rode lijst acht categorieën onderscheiden:
- uitgestorven op wereldschaal
- in het wild uitgestorven op wereldschaal
- verdwenen uit Nederland
- in het wild verdwenen uit Nederland
- ernstig bedreigd
- bedreigd
- kwetsbaar
- gevoelig

## Rode Lijst reptielen 2009
| Nederlandse naam      | Wetenschappelijke naam             | Status           |
| --------------------- | ---------------------------------- | ---------------- |
| Adder                 | Vipera berus ssp. berus            | kwetsbaar        |
| Gladde slang          | Coronella austriaca ssp. austriaca | bedreigd         |
| Levendbarende hagedis | Zootoca vivipara                   | gevoelig         |
| Muurhagedis           | Podarcis muralis ssp. brogniardii  | ernstig bedreigd |
| Ringslang             | Natrix natrix ssp. helvetica       | kwetsbaar        |
| Zandhagedis           | Lacerta agilis ssp. agilis         | kwetsbaar        |

Vergeleken met de lijst van 2004 is de hazelworm niet meer opgenomen en de levendbarende hagedis toegevoegd.